# Середюк Нестор Миколайович
Нестор Миколайович Середюк (19 вересня 1941 р.; с. Старуня, Івано-Франківська область, Україна) - український кардіолог, лікар вищої категорії з терапії, лауреат «Ордену Святого Пантелеймона» у номінації «Найкращий лікар», заслужений діяч науки і техніки України, професор, завідувач кафедри, проректор з наукової роботи Івано-Франківського національного медичного університету. 

## Дитинство
Нестор Середюк народився 19 вересня 1941 року у селі Старуня, Богородчанського району (з 2020 року Богородчанська територіальна громада) на Івано-Франківщині. Його батько Микола був службовцем відділу районної ради, а мати Марія працювала в полі і на тваринницькій фермі у колгоспі. В сім’ї зростало троє синів. Нестор з них був середнім. Старший і молодший пішли стопами батьків і обрали робітничі професії, а от середній втілив мрію батьків - здобув вищу медичну освіту. 
Його дитинство припало на воєнний і післявоєнний період Другої світової. У своїх спогадах Нестор Миколайович розповідає, що це були для нього та рідних непрості голодні часи. Тому батьку й матері доводилося багато працювати, аби прогодувати дітей. Тримали господарство: корову, гуси, кури, качки.

## Освіта
У 1947 році Нестор Середюк почав навчання у семирічній Старунській школі. Згодом мати запримітила потяг сина до знань і у 1953 році записала на денне навчання до Солотвинської середньої школи. Провчившись там восьмий клас, на дев’ятий і десятий попросився до вечірнього відділення.
Останні два роки шкільного життя поєднував з допомогою мамі у колгоспі. Прокидався хлопець о п’ятій ранку, впродовж майже всього дня працював на фермі, а надвечір йшов пішки півтори години до Солотвино на навчання. Потім стільки ж додому. 
Коли настав час визначатися з професією, обрав медицину. Тоді ще майбутній абітурієнт відчував, що зможе себе у цій сфері реалізувати.
У 1958 році, закінчивши вечірню школу, Нестор Середюк подається на конкурс до Станіславського державного медичного інституту (тепер Івано-Франківський національний медичний університет). Але перша спроба виявилася невдалою: не вистачило балів. Мрію довелося відкласти на рік і повертатися на роботу до колгоспу.
1959 року хлопець подає документи до медичного училища № 1 міста Станіславів. Там проходить навчання до 1960 року й завершує його з відзнакою. Того ж року вдруге намагається вступити до Станіславського медичного інституту. Ця спроба хоч і з труднощами, але стала успішною. Нестора Середюка зараховують.
Під час навчання хлопець знайомиться зі студенткою педагогічного інституту (тепер Прикарпатський національний університет імені Василя Стефаника) Марією Ковалінською, з якою у 1965 році одружується. Згодом у подружжя народжуються двоє синів Ігор та Віталій. Вони у дорослому віці пішли татовими стопами й обрали медицину за основну професію, а також отримали наукові ступені.

## Наукова та медична діяльність
Науковою роботою Нестор Середюк почав займатися з 3-го курсу навчання в інституті, мріючи водночас стати кваліфікованим кардіохірургом. Науковими керівниками студента-гуртківця були  професори  Д.Л. Ротенберг (хірург) та П.М. Вакалюк (терапевт).
Після навчання Середюк хотів залишитися на роботі в інституті, але заплановане не склалося. Випускник змушений був їхати у Рівненську область працювати хірургом, де на той час уже вчителювала його дружина. 
Сприяли молодому лікареві повернутися до науково-практичної діяльності його науковий керівник зі студентського періоду Давид Ротенберг та головний лікар базового санаторію «Мармуровий палац» курорту Моршин Віталій Денисюк. Так, з 1966 до 1969 року «Мармуровий палац» отримав нового заступника головного лікаря з наукової та лікувальної роботи Нестора Середюка. Тут медик організував експериментальну базу віварій, де досліджував вплив Моршинських мінеральних вод на функціональний стан шлунка, підшлункової залози, печінки та кишечника. Ці експерименти принесли плоди: було виявлено, що хворим на виразкову хворобу треба давати води малої мінералізації, а не висококонцентровані, як робили до того, бо вони швидше евакуюються зі шлунка у дванадцятипалу кишку, а звідти здійснюється гальмівний рефлекс на шлункову секрецію. Маломінералізоване розведення лікарі назвали «Моршинка БМ». Результати досліджень застосували у санаторіях Моршина для покращення лікування пацієнтів, а також вони лягли в основу кандидатської дисертації Нестора Миколайовича, яку він у 1970 році завершив і захистив під керівництвом професора Давида Лазаровича Ротенберга і Петра Михайловича Вакалюка.
Рік перед цим, у 1969 році, медик повертається до Івано-Франківського державного медичного інституту на науково-педагогічну і лікувальну роботу. Тут він пройшов шлях від клінічного ординатора кафедри (1969-1970), асистента (1970-1972), доцента (1972-1984), професора (1984-1986) до завідувача кафедри внутрішньої медицини № 2 (з 1986 р. і дотепер).
У 1970 році захистив кандидатську дисертацію, а у 1979 - докторську. Остання присвячена дослідженню взаємозв’язків між печінкою і серцево-судинною системою та розробці способів лікування гепато-кардіальних синдромів. Виконувалась при науковому консультуванні професорів П.М. Вакалюка, В.Г. Денисюка та Є.М. Нейка.
З 1975 року ще одним важливим напрямом наукової діяльності Нестора Середюка стала кардіологія. Першими організаційними структурами для лікування пацієнтів з гострим інфарктом міокарда, за які береться Нестор Миколайович зі своїм вчителем Петром Михайловичем Вакалюком і завідувачкою кардіологічного відділення Анною Михайлівною Барило, стала організація бригад спеціалізованої кардіологічної допомоги та палат інтенсивної терапії на Прикарпатті у міській клінічній лікарні № 1, далі в обласній клінічній лікарні та нарешті у центральній міській клінічній лікарні. 
У тому ж 1975 році Середюк разом з професором П.М. Вакалюком проводять розчинення тромба в коронарній артерії. 
У 70-х роках при підтримці академіка Євгена Нейка та професора-терапевта  Мирослава Бережницького медик започаткував створення Прикарпатської наукової кардіологічної школи. Станом на 2025 рік вона об’єднує понад 70 докторів,  кандидатів медичних наук та докторів філософії. За час її діяльності отримано 10 патентів на корисну модель; видано понад 40 статей у виданнях SCOPUS та Web of Science й зроблено понад 200 публікацій у провідних фахових виданнях.
На початку 80-х років Середюк разом із завідувачем відділу охорони здоров’я Івано-Франківської обласної ради народних депутатів Стукалом В.С. домоглися створення обласного клінічного кардіологічного диспансеру на 240 ліжок (тепер це комунальний заклад «Івано-Франківський обласний клінічний кардіологічний центр»). Диспансер швидко став потужним лікувально-діагностичним та науково-педагогічним центром на Прикарпатті.
З моменту заснування кардіологічного диспансеру і до сьогодні Нестор Миколайович є модератором постійно діючого курсу тематичного удосконалення кардіологів області. Крім того, на його базі впровадив у практику застосування реперфузійної терапії при гострих коронарних синдромах.
Протягом останніх двох десятиріч  науковець активно сприяв підтримці кардіологічною службою області європейських ініціатв «Stent for Life» та участі  реперфузійних центрів  області  у всеукраїнському  «Реєстр перкутанних втручань». Так ряд медичних закладів Прикарпаття потрапили у мережу реперфузійних центрів проєкту МОЗ. На тепер мережа налічує понад три десятки центрів, з яких п’ять є в Івано-Франківській області. У реперфузійних центрах проводять коронарне стентування (відновлення кровотоку по артерії серця) при гострому інфаркті міокарда.
У період 80-х років дослідження Нестора Миколайовича спільно з тепер професором Володимиром Івановичем Боцюрком допомогли розробити три медико-метеорологічні типи погоди і рекомендації про попередження можливого погіршення та загострення серцево-судинної патології у хворих. 

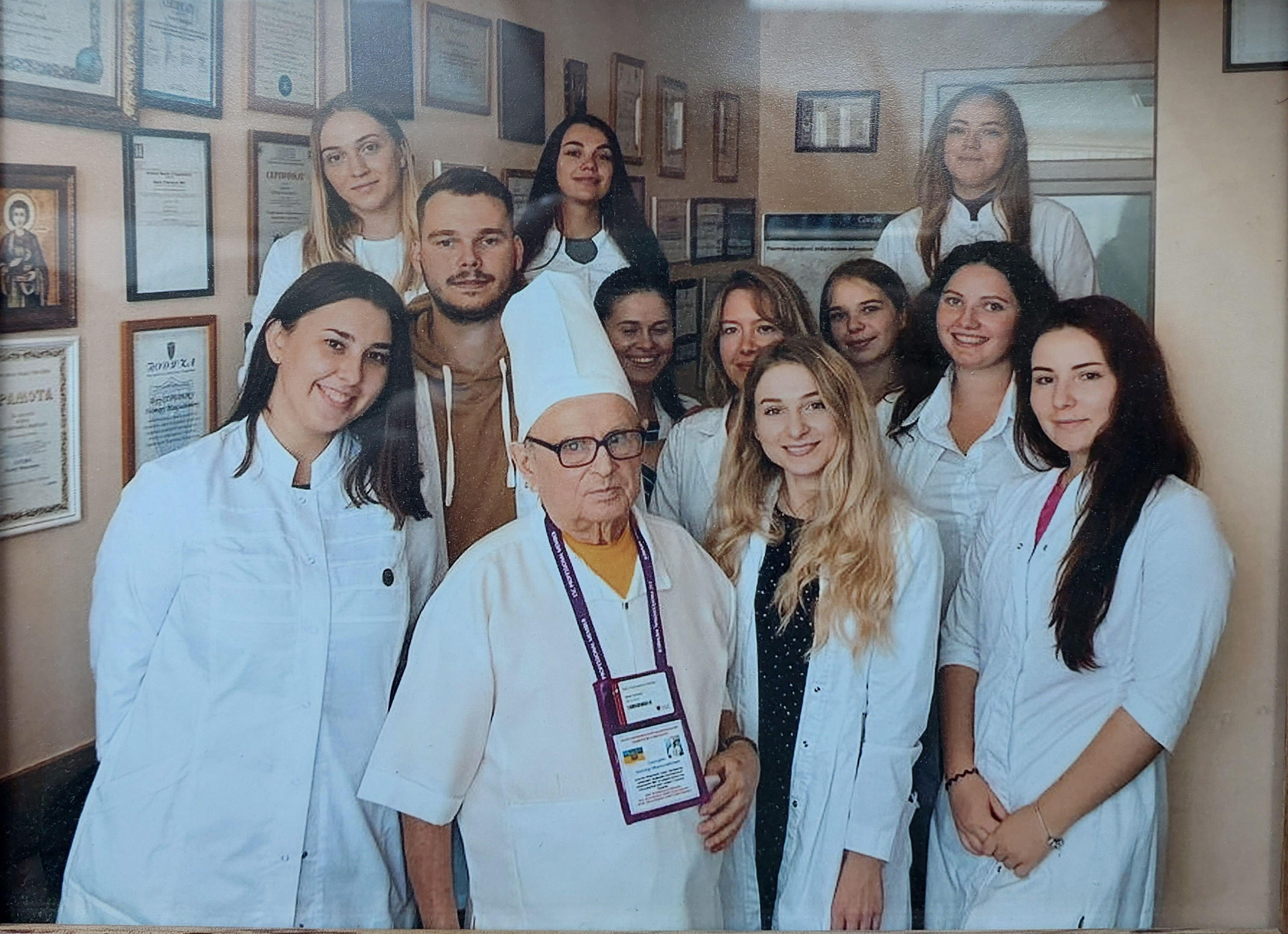
Нестор Середюк зі своїми студентами

З 1986 року Нестор Миколайович очолив кафедру госпітальної терапії, яка почала діяти на базі обласного клінічного кардіологічного диспансеру. У подальшому вона стала називатися кафедрою внутрішньої медицини № 2 та медсестринства. Станом на 2025 рік Середюк залишається завідувачем кафедри.
За наказом міністра охорони здоров’я з 1987 до 2011 професор Нестор Середюк був проректором з наукової роботи тоді ще Івано-Франківського державного медичного інституту, який з 1994 року був перейменований в Івано-Франківську державну медичну академію, з 2005 - в Івано-Франківський державний медичний університет, а у 2008 отримав сучасну назву Івано-Франківський національний медичний університет.

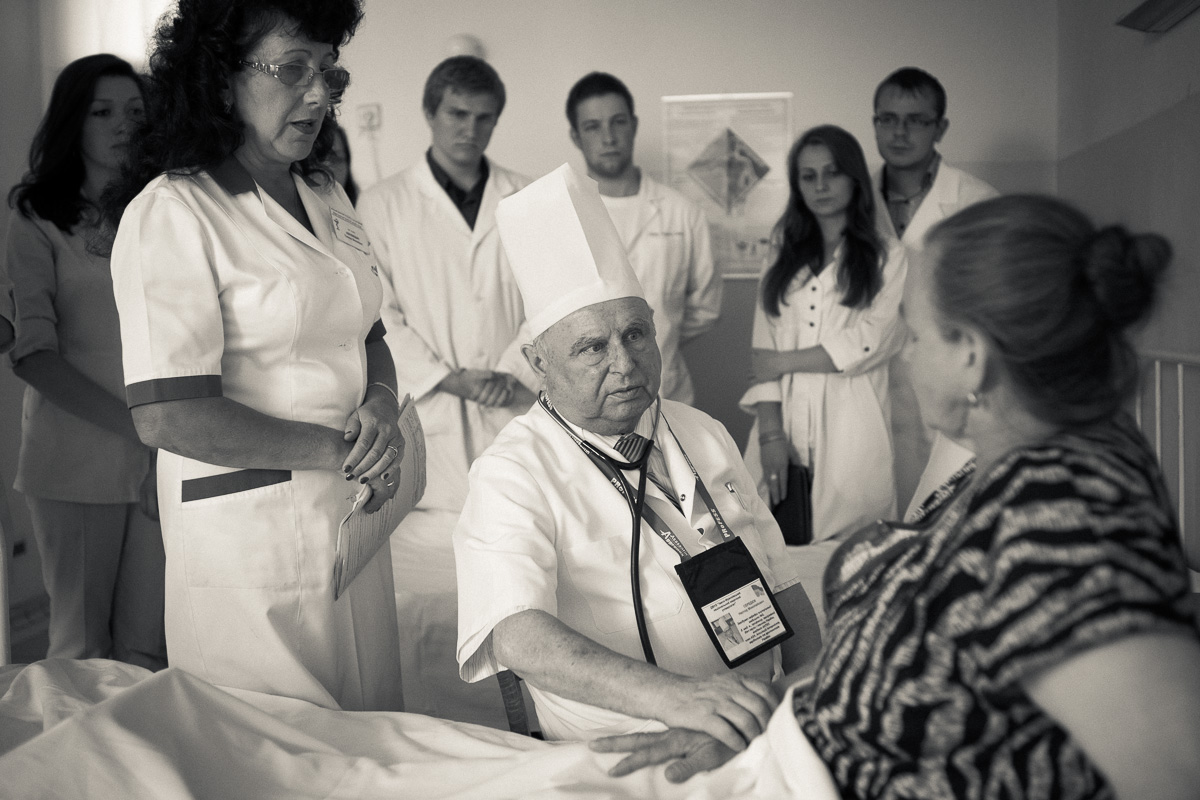
Нестор Середюк разом з лікарями та студентами на огляді. Період 200-х років

У період проректорства Нестора Миколайовича в університеті були організовані спеціалізовані вчені ради з внутрішньої медицини, кардіології, стоматології, хірургії для захисту кандидатських та докторських дисертацій молодими науковцями та практичними лікарями Прикарпаття й України в цілому; створено університетську клініку, де відбувається безоплатне лікування пацієнтів; почали діяти науково та навчально-практичні центри, постійно діючі курси тематичного удосконалення з кардіології.
Започатковано створення потужних науково-дослідних лабораторій. Зокрема, створені лабораторія електронної мікроскопії і гістохімічного аналізу, лабораторія медичної генетики, розширено і суттєво збільшено потужності лабораторії мікроелементного аналізу. 
Сформовано й основний напрямок університету - розробка нових медичних технологій лікування захворювань на Прикарпатті. Також організовано в ІФНМУ такі напрями: профілактична медицина Карпатського регіону; захворювання внутрішніх органів у жителів Прикарпаття; акушерство і гінекологія; громадське здоров’я.

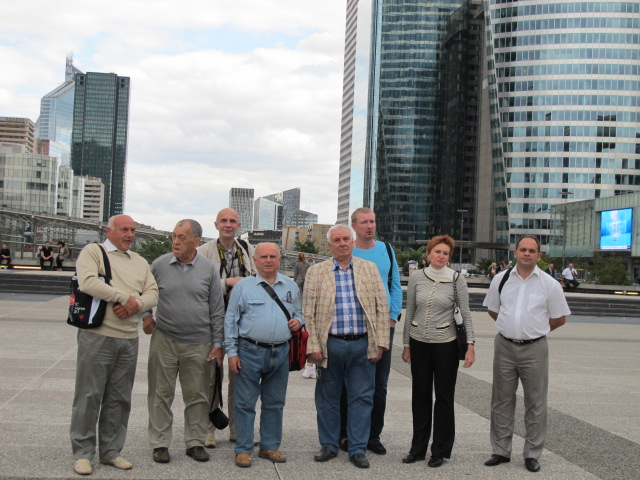
На фото Нестор Середюк з колегами у Парижі, 2019 рік

В університеті розпочали проводити великі міжнародні клінічні дослідження з вивчення сучасних технологій лікування і розробки стандартів доказової медицини. 
Будучи проректором, Нестор Середюк приділяв увагу й впровадженню та пошуку нових освітніх технологій. Насамперед проводилися в університеті клінічні розбори, під час яких групи студентів отримали змогу працювати з хворим і детально  проводити аналіз, починаючи від його симптомів та завершуючи призначеним лікуванням. 
Впроваджено й створення бази навчальних відеофільмів для студентів.

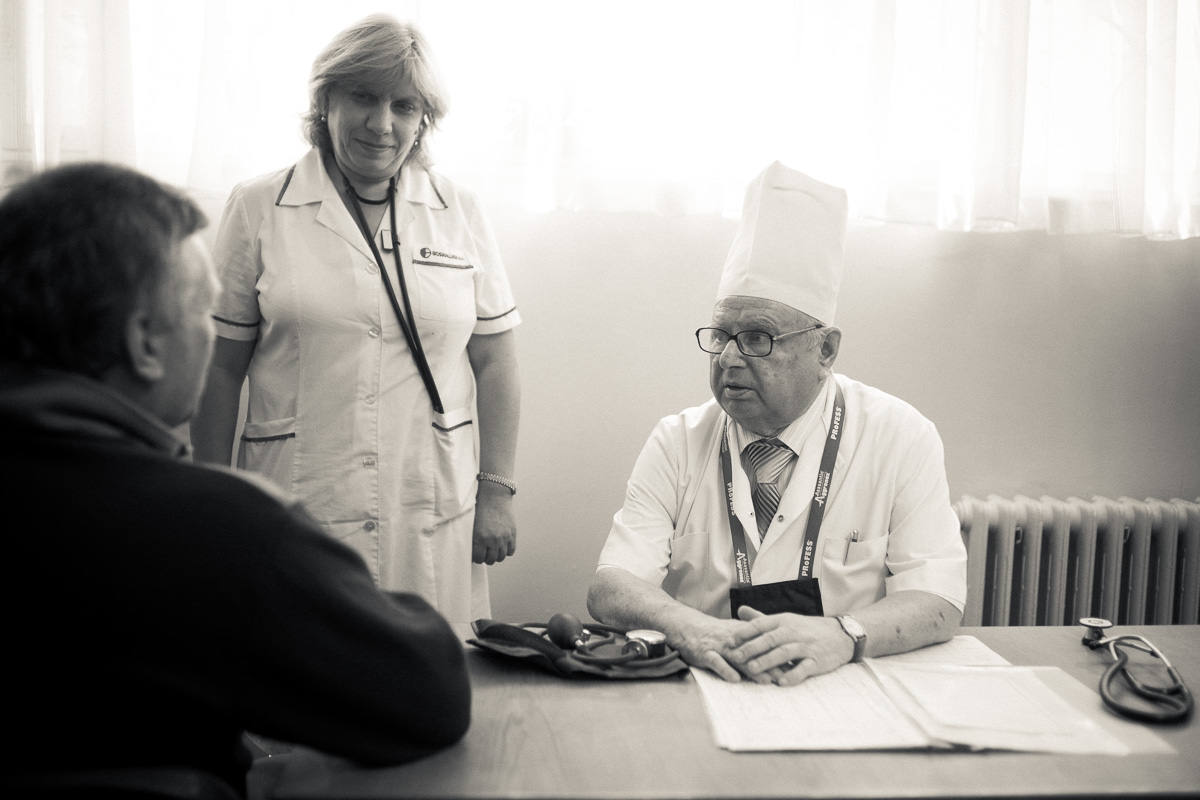
Нестор Миколайович проводить огляд пацієнта. Період 2000-х років

Дотепер в ІФНМУ діє студентський науковий гурток CORetVASA, який свого часу заснував Середюк. Його учасники щотижня організовують зустріч для обговорення та аналізу найсучасніших методів лікування.
З 90-х років до сьогодні основним науковим напрямком Нестора Середюка є діагностика та розробка новітніх технологій лікування ішемічної хвороби серця – хронічного та гострого коронарних синдромів, серцевих аритмій та блокад серця. 
За період медичної та наукової практики Середюк брав участь у 25 національних конгресах кардіологів України, у конференціях Всеукраїнських  асоціацій аритмологів, інтерністів, фахівців із артеріальної гіпертензії, серцевої недостатності, інтервенційної кардіології, а також у конгресах Американського товариства з  гіпертензії, Європейського товариства  кардіологів  (Professional Member ESC), які відбувалися у Швеції, Франції, Великій Британії, Німеччині. 
Пацієнтами Нестора Миколайовича були тисячі прикарпатців, серед яких і знані люди. Зокрема, єпископи Івано-Франківської Архієпархії Української греко-католицької церкви, директори великих обласних бізнесів, представники місцевої інтелігенції, політики, чиновники. 
Ціла плеяда випускників, яких навчав професор Середюк, є шанованими й відомими у медичній галузі і не тільки. Серед них: доктор медичних наук, професор, проректор Івано-Франківського національного медичного університету у 2012-2024 роках Ігор Вакалюк; докторка медичних наук, професорка, завідувачка кафедри соціальної медицини та громадського здоров’я Орина Децик; кандидатка медичних наук та депутатка Івано-Франківської обласної ради Євгенія Бардяк; доктор філософії Назарій Мазурак (зараз працює у Німеччині); кандидат медичних наук, власник приватної практики внутрішньої та сімейної медицини у Німеччині Тарас Сопільняк та десятки інших.
У 2024 році Указом Президента України № 485/2024 «Про призначення державних стипендій видатним діячам охорони здоров’я» професор Івано-Франківського національного медичного університету Нестор Середюк отримав державну стипендію довічно.

## Наукові праці
За часи своєї діяльності Середюк став автором понад 600 наукових праць, серед яких понад 30 монографій, підручників, навчальних посібників, а також статей в авторитетних виданнях України, Європи та США. Зокрема, у 2003 році професор видав підручник «Госпітальна терапія»; у 2009 році - «Внутрішня медицина»; у 2019 році - англомовне видання «Internal Medicine». Книги є цінною базою знань для студентів, інтернів та лікарів.
Нестор Середюк став науковим редактором перекладу й ряду навчальних посібників, перекладених з англійської мови на українську. У 2018 році за його редакторства опублікований переклад шостого видання «ЕКГ у практиці» Джона Р. Хемптона. 
У 2020 році видано перекладом одразу декілька книг:
- переклад п’ятого англійського видання «150 випадків ЕКГ» Джона Р. Хемптона, Девіда Едлема, Джоанни Хемптон;
- переклад сьомого англійського видання «ЕКГ у практиці» Джона Хемптона і Девіда Едлема
- переклад дев’ятого англійського видання «Основи ЕКГ» Джона Хемптона та Джоанни Хемптон.

З найновіших праць, у 2025 році Нестор Середюк подав до видання національний підручник «Клінічна кардіологія».

## Відзнаки

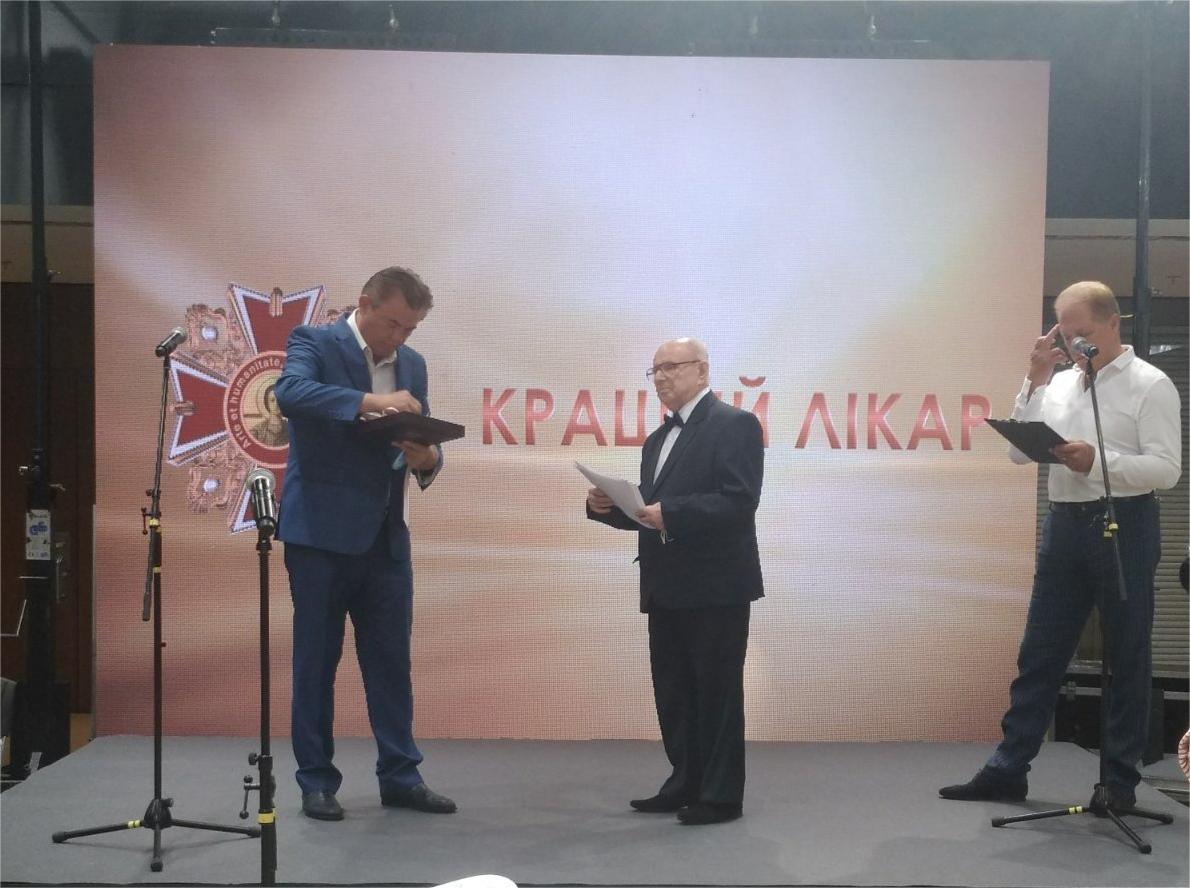
2020 рік. Директор національного інституту серцево-судинної хірургії ім. ак. Амосова, академік Василь Лазоришинець вручає Нестору Середюку у Києві «Орден Святого Пантелеймона»

1999 рік - Диплом «Dictionary of International Biography» Міжнародного біографічного центру у Кембриджі (Велика Британія)
2010 рік - Грамота Верховної Ради України за заслуги перед українським народом
2011 рік - Почесна грамота Єпархії Івано-Франківської УГКЦ за медичну працю та опіку хворими
2016 рік - Відзнака Папи Римського Бенедикта XVI за успіхи в медичній практиці
2020 рік - «Орден Святого Пантелеймона» за професіоналізм і милосердя у номінації «Найкращий лікар»
А також:
- Медаль НАМН України за досягнуті успіхи в кардіологічній практиці
- Медаль імені академіка Стражеска М.Д. «За заслуги в охороні здоров’я» - відзнака за успіхи в кардіологічній практиці ННЦ «Інститут кардіології ім. акад. М.Д. Стражеска»
- Медаль та відзнака Асоціацій кардіологів, аритмологів та інтерністів України за успіхи в науці та кардіологічній практиці
- Диплом I ступеня IV Міжнародної виставки-ярмарку «Книжковий сад» за підручник «Госпітальна терапія»
- та інші

## Життєве кредо
Життєвим кредом професора Нестора Миколайовича Середюка є слова фундатора відомої у всьому світі Київської терапевтичної / кардіологічної школи академіка Миколи Дмитровича Стражеска: «Немає більшого щастя, як служити одночасно і розуму, і добру!».